# Пять долларов (Гонконг)
Пять гонкогнских долларов ($5) — разменная единица гонконгского доллара, вторая по величине и равная пяти сотням центов. Заменила пяти долларовые банкноты в 1976 году.

## История выпуска
Впервые монета была выпущена в 1976 году. Монета имела 10 граней. Сделана она была из медно-никелевого сплава весов 10.76 грамм, в диаметре — 31 мм, толщиной 2.08 мм. На авересе была изображена королева Елизавета II.
В 1980 году монета была изменена, стала круглой, меньше и легче. Арнольд Машен стал главным скульптором. В 1985 году было изменено портрет королевы..
В 1993 году изображение королевы было заменено на цветок Bauhinia.
| Face Value | $5.00                                                           |
| ---------- | --------------------------------------------------------------- |
| 1976       | 30,000,000                                                      |
| 1978       | 10,000,000                                                      |
| 1979       | 12,000,000                                                      |
| 1980       | 40,000,000                                                      |
| 1981       | 20,000,000                                                      |
| 1982       | 10,000,000                                                      |
| 1983       | 4,000,000                                                       |
| 1984       | 4,500,000                                                       |
| 1985       | 6,000,000                                                       |
| 1986       | 8,000,000                                                       |
| 1987       | ???                                                             |
| 1988       | 16,000,000                                                      |
| 1989       | 30,000,000                                                      |
| 1990       | Нет данных                                                      |
| 1993       | Нет данных                                                      |
| 1995       | Нет данных                                                      |
| 1997       | Нет данных                                                      |
| 1998       | Нет данных                                                      |
|            | /// = нет выпускались, ??? = нет данных, — = только для наборов |